# Зофія Куратовська
Зофія Куратовська (пол. Zofia Kuratowska; 20 липня 1931, Сколімов-Констанцин — 8 червня 1999, Преторія) — польська лікарка, політикиня і дипломатка єврейського походження. Посол Польщі в ПАР (1997-1999).

## Біографія

### Раннє життя
Зофія Куратовська народилася 20 липня 1931 року в Сколімові-Констанцині у сім'ї математика Казимира Куратовського. Вона брала участь у Варшавському повстанні під час Другої світової війни. Після закінчення війни закінчила Варшавський медичний університет за спеціальністю «гематологія» і стала лікаркою.

### «Солідарність»
У 1980-х роках приєдналася до руху «Солідарність» і стала однією з його медичних працівниць. Під час перебування в «Солідарності» вона опікувалася понад 1 000 політичних в'язнів і видавала підпільні журнали, в яких наголошувала на відсутності догляду за ними та неналежних умовах ув'язнення. Під час епідемії ВІЛ/СНІДу в 1980-х роках уряд звернувся до Куратовської, співпрацюючи з нею для запобігання поширенню вірусу, попри те, що на початку десятиліття вона була внесена до чорного списку через її активну діяльність у «Солідарності».

### Робота в Сенаті
У 1989 році вона взяла участь у польській Угоді круглого столу, а потім балотувалася до Сенату на перших демократичних виборах. Вона перемогла, отримавши 82,5 відсотка голосів — найбільший результат серед усіх кандидатів, якого вона досягла, заявивши, що «не може нічого обіцяти». Під час свого першого терміну вона була обрана заступницею маршала Сенату. У цей час вона також керувала клінікою гематології у Варшавській медичній школі. Куратовська була переобрана до Сенату в 1991 році, а в 1993 році знову стала заступницею маршала під час свого третього терміну. Вона працювала в Комітеті з соціальних питань та охорони здоров'я і Комітеті у закордонних справах.

### Останні роки життя
Після закінчення терміну її повноважень у 1997 році її було призначено посолкою в Південній Африці, де вона провела решту свого життя, померши 8 червня 1999 року в Преторії, столиці ПАР. Похована на військовому цвинтарі «Повонзки» у Варшаві, Польща.

## Сім'я
- Батько: Казимир Куратовський — математик, працював у Варшавській математичній школі[2].

## Нагороди
- Лицарський хрест «Ордена Відродження Польщі» (1987)[8]
- Командорський хрест «Ордена Відродження Польщі» (1990)[9]
- Командорський хрест із зіркою «Ордена Відродження Польщі» (1997)[10]